# Pedro de Répide
Pedro de Répide Gallegos (8 février 1882 – 16 février 1948) est un écrivain et journaliste espagnol.

## Travaux

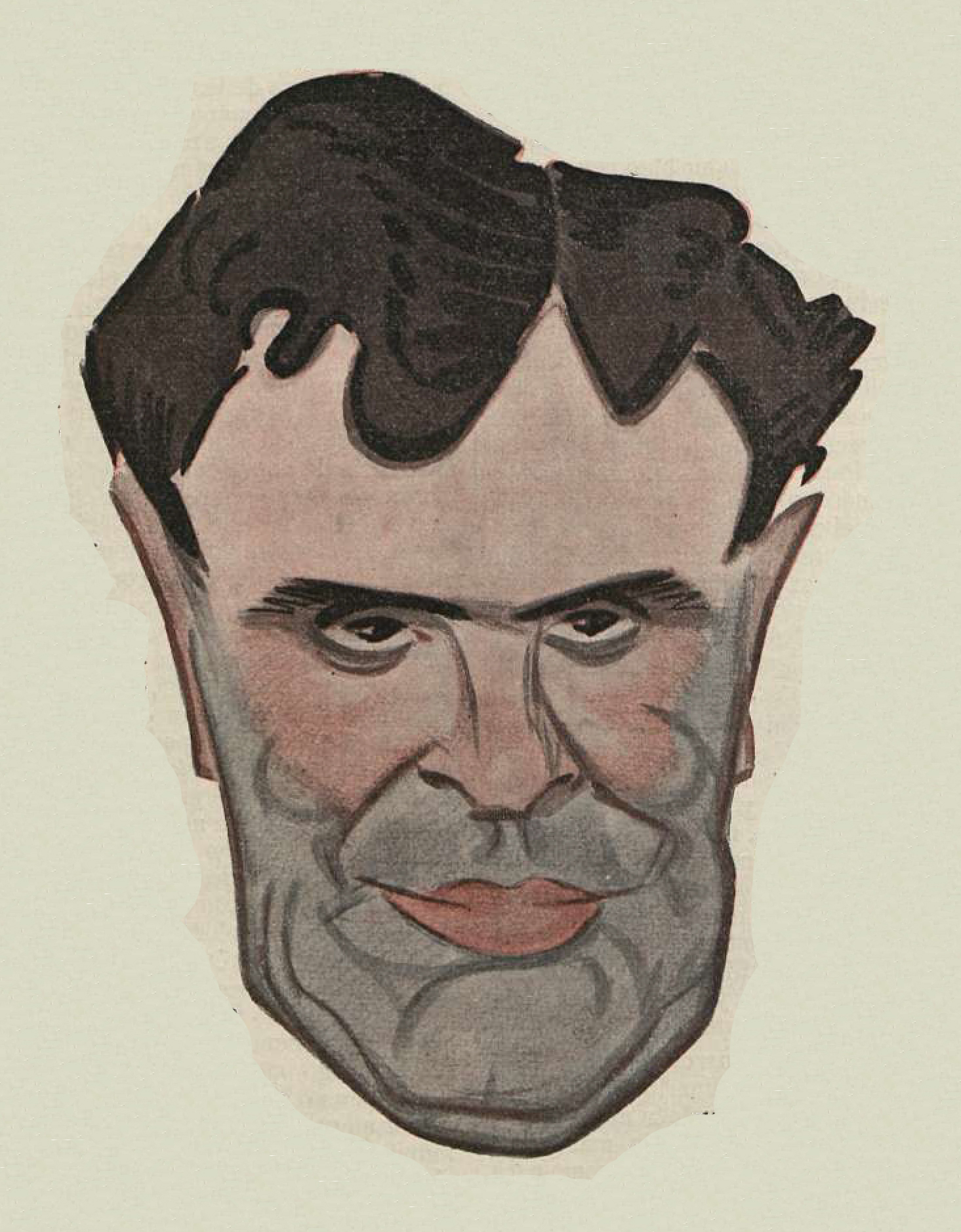
Pedro de Répide par Manuel Tovar (1922).

La véritable passion de Pedro de Répide Gallegos est de raconter la vie contemporaine à Madrid (voir costumbrismo). Il n'écrit pratiquement rien d'autre, à l'exception d'une biographie, Isabel II, reina de España (Isabelle II, reine d'Espagne), qui sert en réalité de prétexte pour décrire les célébrations, les cérémonies et les rincones (« coins ») de Madrid. Une grande partie de son travail est d'abord publiée dans divers journaux (comme La Libertad (es)) et magazines.
Après un séjour à Paris, il commence à collaborer, entre autres, au journal El Liberal (es). Des années plus tard, il fonde le journal La Libertad (es) dans lequel il publie sa série d'articles Las calles de Madrid (Les Rues de Madrid). Le premier article de la série, consacré à la Puerta del Sol et signé par « El ciego de las Vistillas » (L'Aveugle des Vistillas) est publié le 3 mai 1921. Deux articles plus tard, il commence à signer de son nom et à parcourir la ville selon une méthode alphabétique qui aboutit au regroupement de 1 044 rues.

### Romans
- El solar de la bolera
- Noche perdida
- Cuento de viejas
- Los cohetes de la verbena (1910)
- El maleficio de la U
- El agua en el cestillo
- No hay fuerza contra el amor
- Cartas de azafatas
- La enamorada indiscreta (1900)
- El Madrid de los abuelos (1908)
- Un conspirador de ayer (1911)
- Costumbres y devociones madrileñas (1914)
- La Villa de las Siete Estrellas (1923)
- La negra
- Los pícaros de Amaniel
- La torre sin puerta
- Del rancio solar
- Los espejos de Clío (1918)
- Jardín de princesas
- La llave de Araceli
- La desazón de las Angustias

### Poésie
- Las canciones (1901)
- Estampas grotescas

### Théâtre
- La casa de todos (1908), drame
- Cadenas de rosas (1909), comédie
- El rincón de la gloria (1911), apropósito (es)
- Un palco para el Tenorio, (1913), juguete cómico (es)
- Los tres maridos burlados (1909), d'après l'œuvre homonyme de Tirso de Molina et Los majos de plante (1918), farce (toutes deux avec Joaquín Dicenta)[3].

### Cinéma
Scénariste
- 1935 : La verbena de la Paloma (en) de Benito Perojo